# Conistra galardi
Conistra galardi là một loài bướm đêm trong họ Noctuidae.